# Wikariat Fortore-Miscano-Cervaro
Wikariat Fortore-Miscano-Cervaro – jeden z 4 wikariatów rzymskokatolickiej diecezji Ariano Irpino-Lacedonia we Włoszech. 
Według stanu na wrzesień 2017 w skład wikariatu Fortore-Miscano-Cervaro wchodziło 8 parafii rzymskokatolickich. 

## Lista parafii
Źródło:
| Lp. | Miejscowość              | Parafia                                                                            | Grafika | Kościół | Adres | Proboszcz |
| --- | ------------------------ | ---------------------------------------------------------------------------------- | ------- | --- | ----- | --------- |
| 1   | Montaguto                | Parafia Najświętszej Maryi Panny z góry Karmel                                     |         | Kościół Najświętszej Maryi Panny z góry Karmel w Montaguto                                                    |       |           |
| 2   | Greci                    | Parafia św. Bartłomieja Apostoła                                                   |         | Kościół św. Bartłomieja Apostoła w Greci                                                                      |       |           |
| 3   | Montefalcone Val Fortore | Parafia Wniebowzięcia Najświętszej Maryi Panny i Świętych Apostołów Piotra i Pawła |         | Kościół Wniebowzięcia Najświętszej Maryi Panny i Świętych Apostołów Piotra i Pawła w Montefalcone Val Fortore |       |           |
| 4   | Savignano                | Parafia Najświętszej Maryi Panny z góry Karmel                                     |         | Kościół Najświętszej Maryi Panny z góry Karmel w Savignano                                                    |       |           |
| 5   | Castelfranco in Miscano  | Parafia Najświętszej Maryi Panny Łaskawej i św. Jana Chrzciciela                   |         | Kościół Najświętszej Maryi Panny Łaskawej i św. Jana Chrzciciela w Castelfranco in Miscano                    |       |           |
| 6   | Savignano Irpino         | Parafia św. Mikołaja, biskupa                                                      |         | Kościół św. Mikołaja w Savignano Irpino                                                                       |       |           |
| 7   | Ginestra degli Schiavoni | Parafia Świętych Apostołów Piotra i Pawła                                          |         | Kościół Świętych Apostołów Piotra i Pawła w Ginestra degli Schiavoni                                          |       |           |
| 8   | Casalbore                | Parafia Świętych Apostołów Piotra i Pawła                                          |         | Kościół Świętych Apostołów Piotra i Pawła w Casalbore                                                         |       |           |